# 暗黑膜首鱈
暗黑膜首鱈，為輻鰭魚綱鱈形目鼠尾鱈科的其中一種，分布於西南太平洋紐西蘭北島西北部外海海域，屬深海底棲性魚類，深度549-1202公尺，體長可達14.8公分，棲息在底層水域，生活習性不明。

## 扩展阅读
維基物種上的相關：暗黑膜首鱈